# Acicula vezzanii
Acicula vezzanii е вид охлюв от семейство Aciculidae. Видът е почти застрашен от изчезване.

## Разпространение
Разпространен е в Италия.

## Описание
Популацията на вида е стабилна.